# 川口放送所占拠事件
川口放送所占拠事件（かわぐちほうそうじょせんきょじけん）は、1945年（昭和20年）8月24日に埼玉県川口市所在の社団法人日本放送協会（現在のNHK）川口放送所及び鳩ヶ谷放送所が、第二次世界大戦の終戦に反対して徹底抗戦を主張する大日本帝国陸軍の兵士らにより占拠された事件のことである。

## 経緯
宮城事件で、クーデターに失敗した陸軍通信学校教官窪田兼三少佐は、日本の降伏に納得できず、政府が降伏を決定した8月15日に皇居前で自決しようとしたが、厚木航空隊が投下した徹底抗戦を訴えるビラを目にして自決を思いとどまり、御聖断が下ったにもかかわらず、8月15日以降も横須賀鎮守府などを訪問して、抗戦決起を呼びかけ同志を募っていた。
8月21日には以前に勤務していた陸軍予科士官学校に向かったが、その途中、陸軍予科士官学校生徒隊寄居演習隊第23中隊第1区隊長・本田八朗中尉（当時20歳）に偶然出会った。本田中尉は振武台陸軍病院に入院中であったが、15日に玉音放送を聞いて急遽退院し、朝霞の予科士官学校から埼玉県大里郡寄居町に疎開している隊に戻るところであった。窪田少佐は本田中尉に宮城事件の詳細を語り、力になってくれるよう依頼して別れた。
本田中尉は汽車で寄居の隊に戻ったが、隊内でも今後の軍の動きを巡って混乱しており、8月17日、本田中尉は再び上京し、近衛歩兵第二連隊長・芳賀大佐や竹下正彦中佐などに面会し陸軍内部の動向を探った。
8月19日、本田中尉は寄居の隊に戻り、高島中隊長に状況を報告した。隊内の士官らの間では、終戦の詔勅に従うか、抗戦するかが激論されていたが、8月21日、高島中隊長は「承詔必謹」し降伏することを士官に指示した。各士官はこれに従ったが、本田中尉は強く反対していた。
このような状況の中、窪田少佐が寄居演習隊を訪れ、本田中尉に、ラジオ放送所を占拠して国民に徹底抗戦を呼びかける計画を打ち明けた。本田中尉はこれに賛同し、演習を名目に部隊を動かすため、8月24日に夜間演習を行う許可を高島中隊長から得た。
8月23日朝、高島中隊長は隊員らを集め、詔勅に従って終戦を受け入れる事を訓示し、隊員は兵器を返納し復員の準備を始めたが、本田中尉は第1区隊生徒らに夜間演習の準備を指示していた。午後7時、本田中尉、伊吹曹長以下、第1区隊生徒（16～18歳）ら67名は装備を整え隊庭に集合した。しかし、演習名目であったため実弾は支給されず空砲のみの装備であった。午後8時、東武東上線寄居駅から、事前に依頼しておいた臨時列車に乗り込み、新倉駅（現・和光市駅）に移動、同駅で窪田少佐が合流した。

## 実行
数時間新倉駅で待機した後、8月24日午前0時頃、雷雨の中、徒歩で川口放送所へ出発した。途中、窪田少佐が全員に計画の内容を告げ、隊を「特101部隊」と命名した。8月24日午前5時頃、川口放送所に到着、窪田少佐が同行する隊は川口放送所の占拠に当たり、もう一隊は本田中尉が指揮し約1km離れた鳩ヶ谷放送所へ向かった。この際、2名の生徒が隙を見て離脱し、寄居に戻った。
窪田少佐らが川口放送所内に入ると、異変を察知した放送所の宿直員らは逃走したり隠れたりしていたが、平野所員と蒲生所員の2名は発見されてしまった。窪田少佐は自分たちの意図を告げ、ラジオ放送の準備を要求したが、機械が故障しているため放送できないとの事であった。このため、窪田少佐は警備の一隊を残して、所員2人と共に鳩ヶ谷放送所へ向かった。
鳩ヶ谷放送所で本田中尉らと合流し、再度、放送するよう交渉したところ、平野所員は、放送用の電気を送るよう本局に連絡する必要がある旨を訴えて、日本放送協会本局に電話する事を許された。平野所員が電話で状況を報告したため、日本放送協会は直ちに東部軍管区司令部へ事態を連絡した。報告を受けた東部軍管区司令官田中静壱大将は放送を止めるため、関東配電社に対し両放送所に対する送電をストップするよう依頼し、事態収拾のため単身で現場に向かった。関東配電社では午前6時頃、放送所への送電を停止した。
正午頃、浦和地区憲兵隊下士官ら10人程が状況偵察のため鳩ヶ谷放送所に向かい、窪田少佐らに協力するふりをして情報収集を行った。
午後2時頃、朝霞の陸軍予科士官学校では事件の発生を知り、約100名の部隊を編成し、鎮圧のため川口放送所へ向かわせている。
窪田少佐と本田中尉は、鳩ヶ谷放送所で送電が開始されるのを待っていたが、いつまで待っても送電されないため、川口放送所へ移動していた。午後2時頃、東部憲兵司令部の藤野中佐は5名程の部下と共に川口放送所へ説得に向かった。

## 投降
藤野中佐は窪田少佐らと会談し、送電が止められている事を告げ、これ以上やっても成功の見込みは無いと言って説得した。窪田少佐らは説得を受けて計画の失敗を悟り、行動中止を決め、その場で藤野中佐らに投降した。
その後、寄居演習隊の高島中隊長も駆けつけ、隊員に帰隊を命じた。更に田中大将が到着し、全員を前に訓示、午後4時頃、隊員はトラックに乗り駅へ向かい、列車で寄居に戻った。この事件の影響で午前6時頃から午後3時頃までの約9時間にわたって関東地方一帯でラジオ放送が停波した。

## その後
窪田少佐は身柄を拘束され、事情聴取の後、その日のうちに釈放された。その後は消息を絶っていたが、飯尾憲士が鹿児島市に住んでいることを突き止め、インタビューに成功。ひどくやつれていた窪田は、「私たちは、ああしなければならなかった。国体護持が可能かどうかの、死に物狂いの気持ちだったのです。しかも、現在、国体も国是もまだ復活しておりません。大東亜戦争は、本質的には終わっていないのです」と語った。詳細は飯尾の『自決　―森近衛師団長斬殺事件―』（集英社文庫、1982年）に収録されている。
一方、本田中尉は窪田少佐とは別々に浦和地区憲兵隊に送られ、その夜、九段憲兵分隊に移送された。同所で翌25日から28日まで事情聴取を受けた後、8月30日に釈放され、後日、30日間の謹慎を命じられた。その後、帰郷していたが、11月に上京して検察官の聴取を受けたが12月に不起訴処分とされた。その後、2001年（平成13年）9月9日、NHK放送博物館でのインタビューに応じ、当時の事を証言している。
陸軍予科士官学校は8月29日に解散し、生徒らは復員した。
田中静壱大将は事件が収束した8月24日の夜、司令官室で拳銃自殺した。

## 関連作品
- 小林 勇 『向日葵が咲いていた』（自然社 1996年（平成8年））